# Fine mrtve djevojke
Pour plus de détails, voir Fiche technique et Distribution.
Fine mrtve djevojke est un film dramatique croate co-écrit et réalisé par Dalibor Matanić, sorti en 2002.

## Synopsis
Iva et Marija, un couple de femmes, loue un appartement dans un immeuble d'apparence normale...

## Fiche technique
- Titre original : Fine mrtve djevojke (litt. « les jolies demoiselles mortes »)
- Réalisation : Dalibor Matanić
- Scénario : Dalibor Matanić, Mate Matisic
- Musique : Jura Ferina, Pavle Miholjevic
- Producteur : Jozo Patljak
- Production : Alka-Film Zagreb
- Pays d'origine :  Croatie
- Langue originale : croate
- Genre : Drame, thriller
- Durée : 77 minutes
- Sortie :
  - Croatie : 24 juillet 2002 (Festival du film de Pula)

## Distribution
- Olga Pakalovic : Iva
- Nina Violic : Marija
- Kresimir Mikic : Daniel
- Inge Appelt (en) : Olga
- Ivica Vidovic : Blaz
- Milan Strljic : Inspektor
- Hrvoje Barisic : Dalibor
- Marko Bertok : Bravar
- Mirko Boman : Gospodin Rukavina
- Vlado Brkic : Zeljeznicar #1
- Franjo Capan : Postar
- Sinisa Conda : Lasicev suborac
- Jadranka Djokic : Lidija
- Ivana Dragicevic : Glas TV novinarke
- Paula Fistrek : Gospodja Rukavina

## Récompense
- Festival du film de Pula 2002 : Grande Arène d'or du meilleur film